# 帝濤灣
帝濤灣（英語：Palatial Coast）是香港一個私人屋苑，位於香港新界屯門小欖青山公路大欖涌段小欖村路2號，由新鴻基地產發展，於1999年6月落成入伙。屋苑共有9座，並分成兩期發展，合共提供856個單位。示範單位設於旺角新世紀廣場，管理公司為發展商旗下的啟勝管理服務。帝濤灣是最遠離屯門市中心及最接近荃灣新市鎮的屯門區私人屋苑。

## 屋苑資料

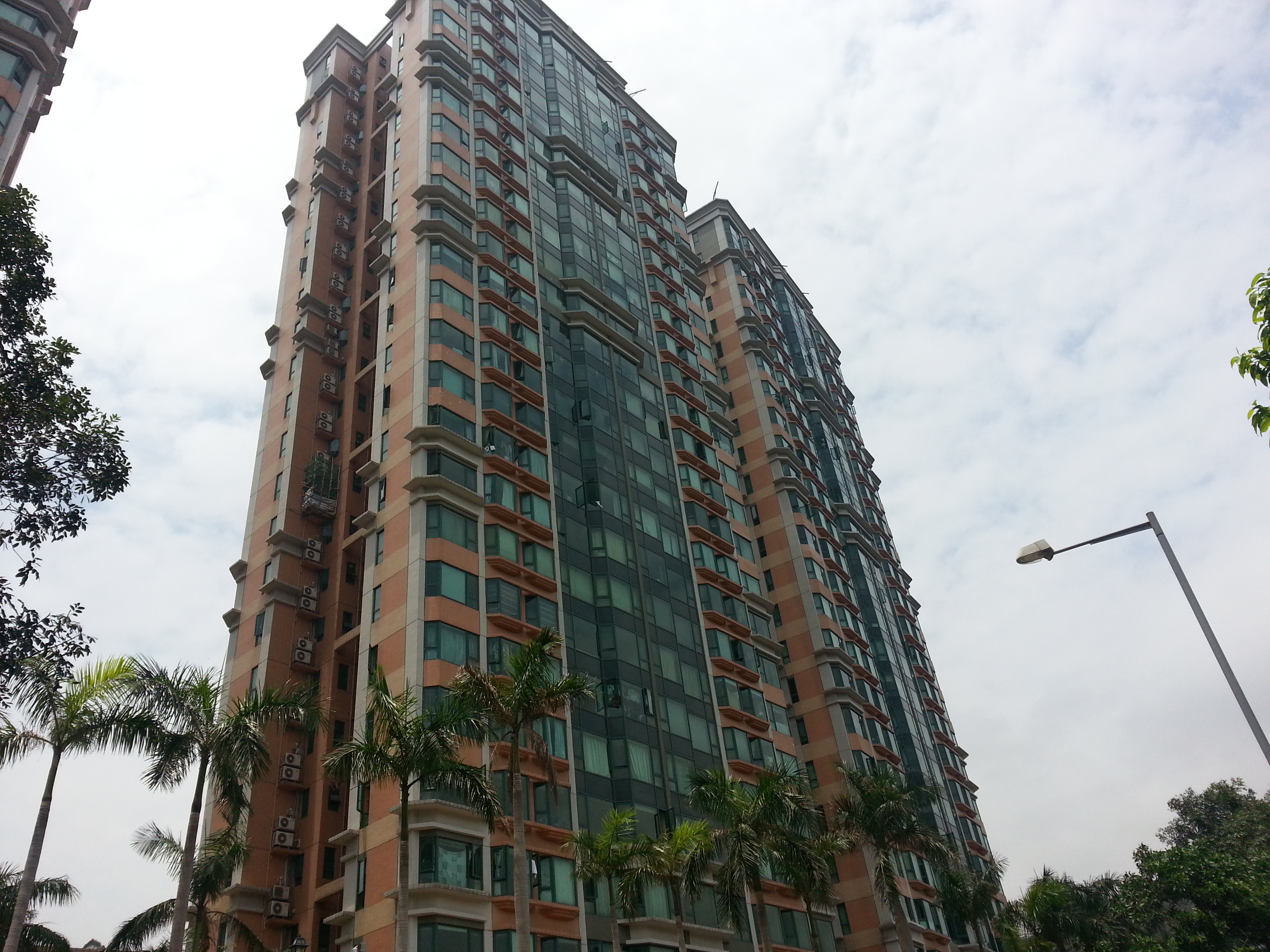
小欖帝濤灣海琴軒第9、10座

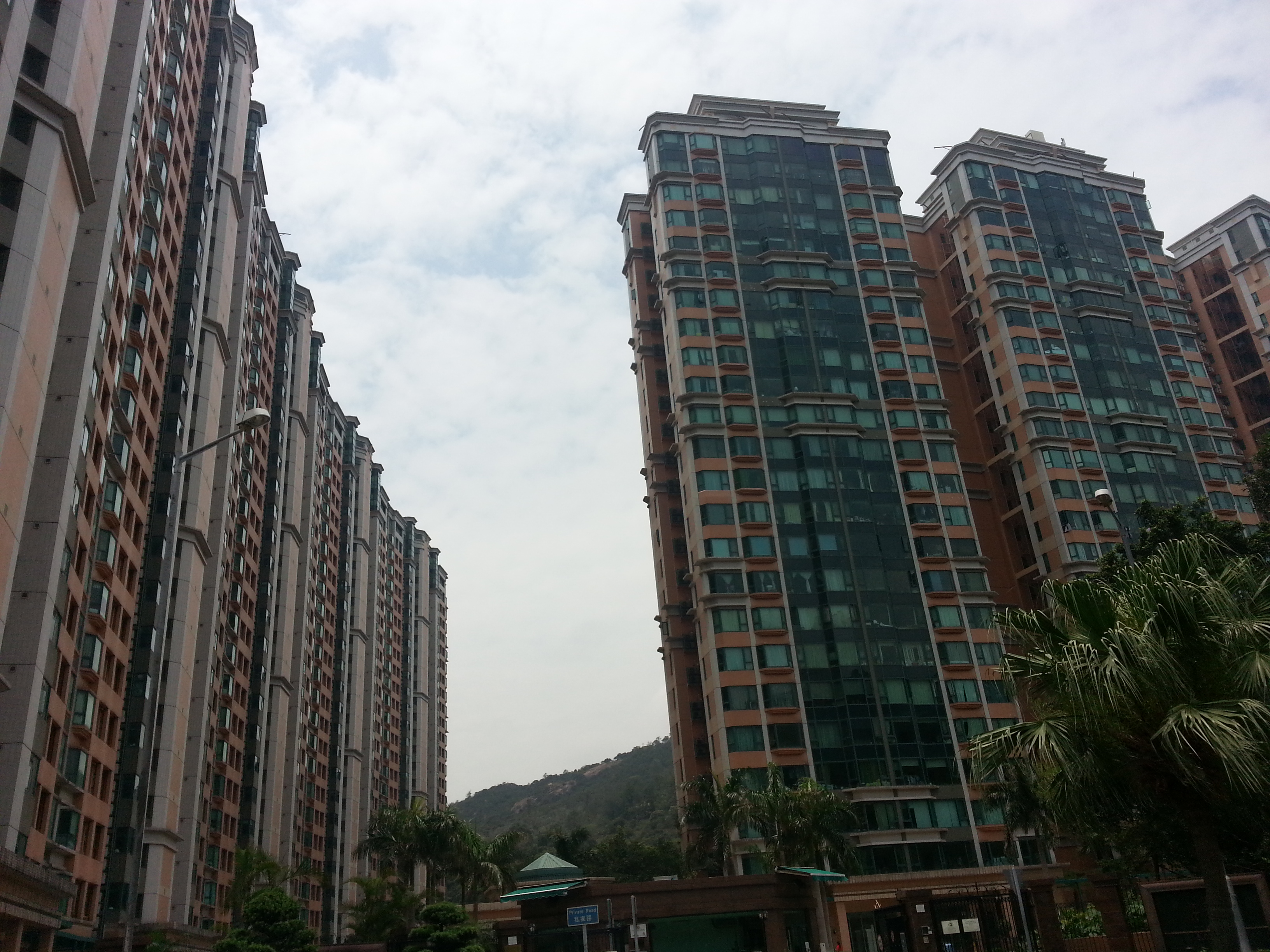
小欖帝濤灣浪琴軒（左）及海琴軒第7、8座（右）

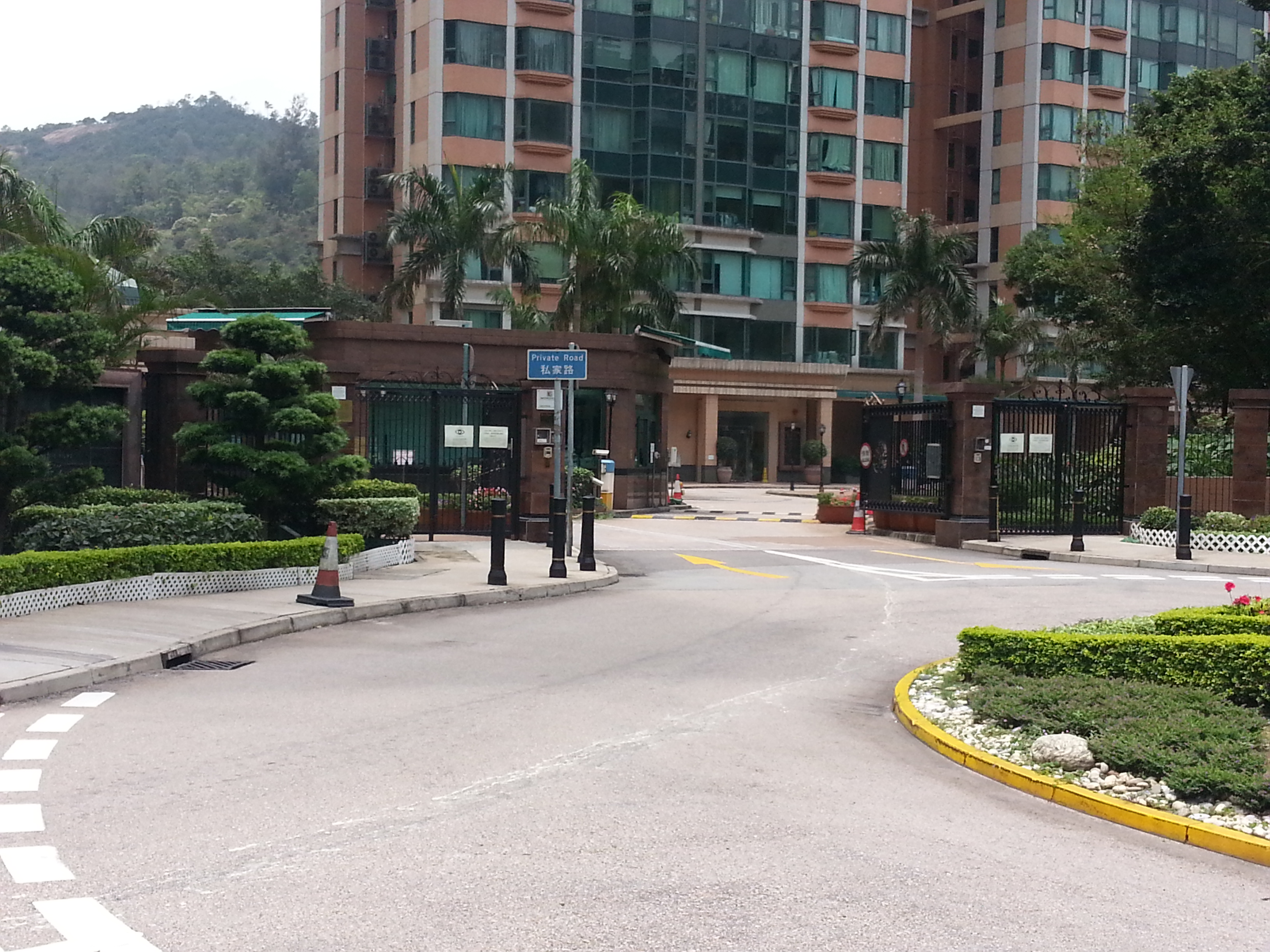
小欖帝濤灣屋苑出入口

帝濤灣分兩組發展，1至6座名浪琴軒，提供面積約1500方呎海景戶，7至10座名海琴軒，望內園及山景為主，面積800至1000餘方呎。

### 第一期

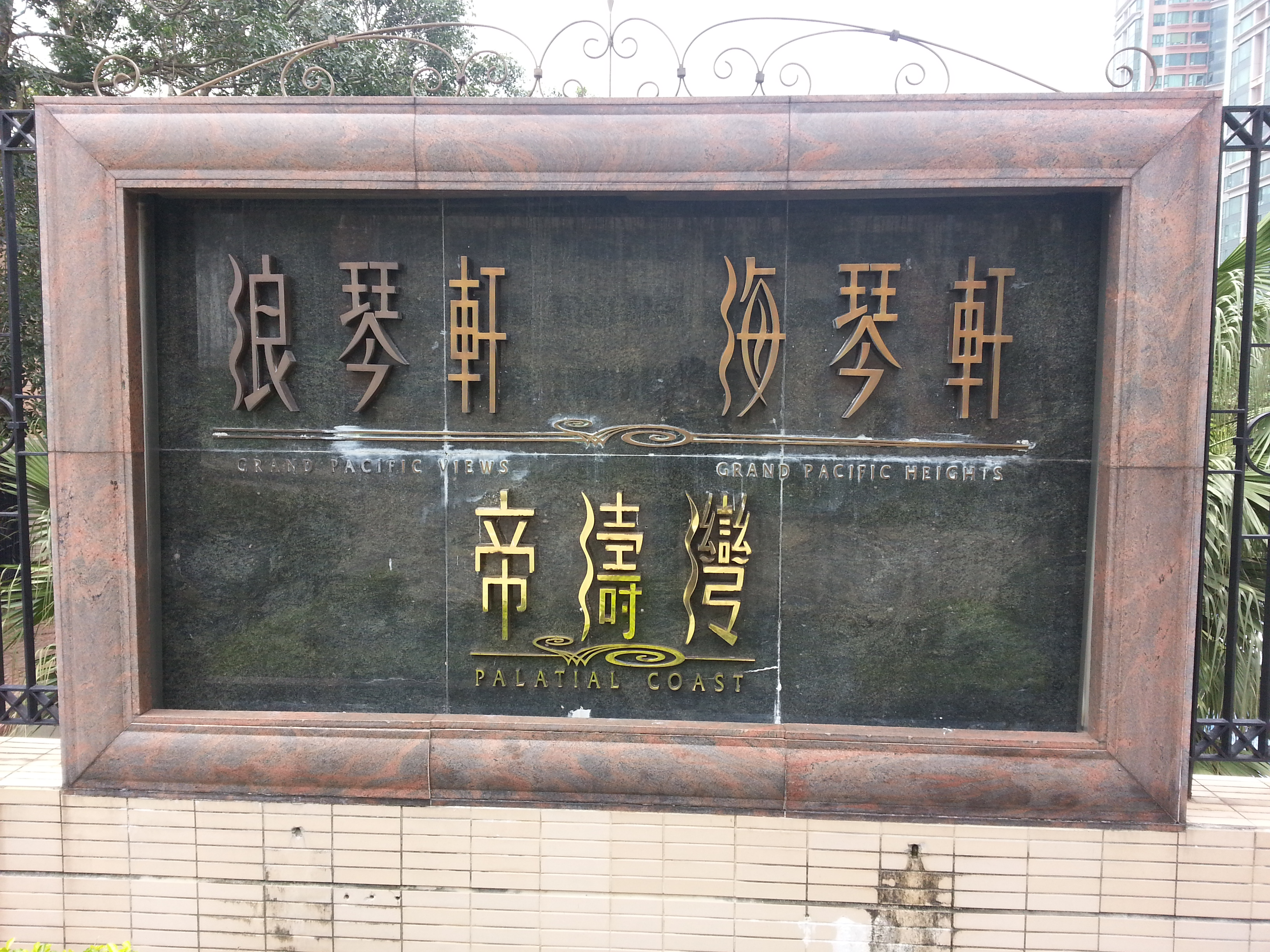
小欖帝濤灣屋苑牌坊

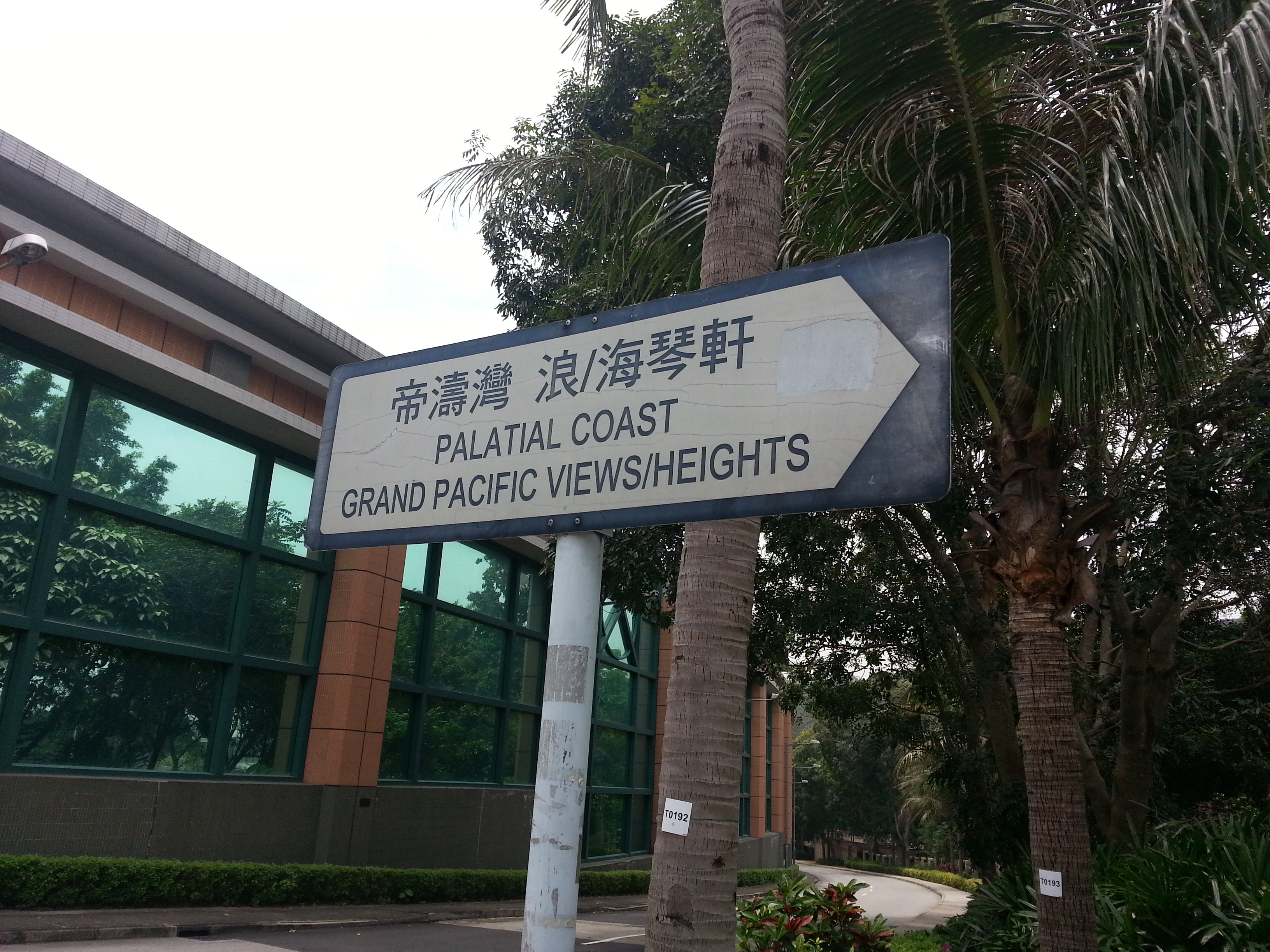
小欖帝濤灣路牌

第一期命名為「浪琴軒」（Grand Pacific Views Palatial Coast），由5幢樓高28層的住宅樓宇組成。每層設4伙1400至1510呎的3房連套房和多用途房的大單位，景觀以向海及屯門公路為主。而27及28樓為2816至2846方呎複式單位。

### 第二期
第二期命名為「海琴軒」（Grand Pacific Heights Palatial Coast），位於向山及小欖醫院位置，由4幢樓高28層的住宅樓宇組成。7-8座提供800呎的2房連多用途房的中型單位；9-10座提供1000多呎的3房連套房和多用途房的大單位。

### 樓宇
| 樓宇名稱 | 落成年份 | 組名   | 期數 |
| -------- | -------- | ------ | ---- |
| 第一座   | 1999     | 浪琴軒 | 一期 |
| 第二座   | 1999     | 浪琴軒 | 一期 |
| 第三座   | 1999     | 浪琴軒 | 一期 |
| 第五座   | 1999     | 浪琴軒 | 一期 |
| 第六座   | 1999     | 浪琴軒 | 一期 |
| 第七座   | 1999     | 海琴軒 | 二期 |
| 第八座   | 1999     | 海琴軒 | 二期 |
| 第九座   | 1999     | 海琴軒 | 二期 |
| 第十座   | 1999     | 海琴軒 | 二期 |

## 設施
屋苑會所規模大，有多項設施，室內設恒溫泳池、多用途運動場、桌球室、乒乓球室、健身室、壁球場、自修室、兒童遊戲室和閱讀區。而戶外設仿沙灘泳池、水力按摩池、兩個網球場、籃球場、高爾夫球練習場和4個兒童遊樂場。
屋苑也設2間商舖，包括百佳超級市場及7-11便利店。而超級市場前身為豪軒酒家。

## 重大事件
2013年12月2日，香港確診全港首宗H7N9禽流感病例，患者是居住於屯門帝濤灣一期浪琴軒第5座的一名36歲印傭，確診時情況危殆。衛生防護中心派人在大廈內貼出告示，指當局正跟進一宗人類感染H7N9個案，並且提供電話熱線讓居民查詢。有帝濤灣的居民表示，會加強防護，但不擔心會有大規模感染。而衛生防護中心人員，中午再在屋苑接走一名住客。在印傭居住的帝濤灣，物業管理處預備了口罩派給居民及物業管理員，出入的司機及清潔工人都要戴上。工人如常清潔屋苑內的設施，但未見有大規模消毒。
有居民獲悉屋苑有人感染H7N9後，指會加強防備。有居民表示，暫時不太擔心禽流感在屋苑傳播，因為屋苑平日的清潔工作做得不錯，自己會提高警覺，外出時會戴上口罩。

## 交通

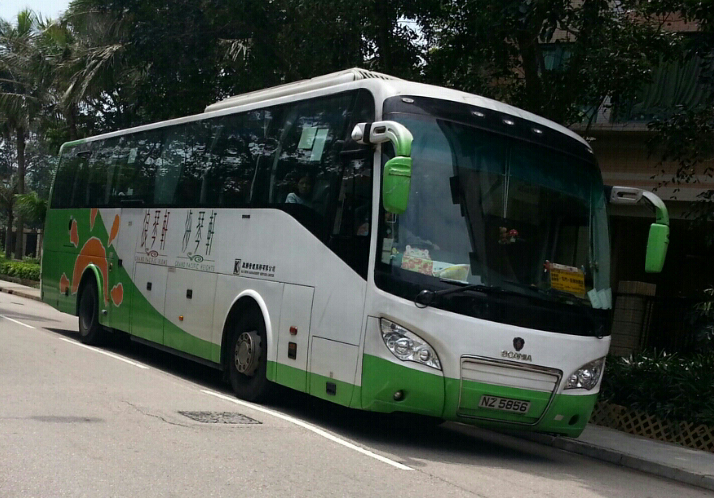
小欖帝濤灣往返荃灣地鐵站居民巴士NR758